# Oxylychna leucosticha
Oxylychna leucosticha är en fjärilsart som beskrevs av Edward Meyrick 1919. Oxylychna leucosticha ingår i släktet Oxylychna och familjen äkta malar.
Artens utbredningsområde är Sri Lanka. Inga underarter finns listade i Catalogue of Life.